# Kopriwa
Kopriwa (bułg. Коприва) – wieś w Bułgarii, w obwodzie Kiustendił, w gminie Kiustendił. Pozostała jedna osoba.